# Amazing Tater
Amazing Tater, conocido en Japón como Puzzle Boy II (パズルボーイII?) , es un videojuego de rompecabezas para Game Boy desarrollado y publicado por Atlus .  El juego cuenta con un sistema de contraseña . Es la secuela de Kwirk .

## Jugabilidad
El jugador debe guiar una papa hasta la salida de cada nivel, que consta de varios obstáculos. Al empujar cajas, el jugador llena los agujeros que luego puede cruzar. Cajas y agujeros de diferentes formas crean situaciones de rompecabezas. El jugador también debe manipular dispositivos de rotación para alcanzar el final del nivel.
Hay cuatro modos diferentes en el juego. Estos incluyen un modo de práctica, un modo de rompecabezas "normal", un modo especialmente diseñado para jugadores principiantes y un modo de "acción" que contiene dos historias: Mega Picnic y Puzzle Forest .